# Nemoura apollo
Nemoura apollo är en bäcksländeart som beskrevs av Peter Zwick 1978. Nemoura apollo ingår i släktet Nemoura och familjen kryssbäcksländor. Inga underarter finns listade i Catalogue of Life.